# Gestrecktes Silicium
Gestrecktes Silicium (englisch strained silicon) ist ein Verfahren in der Halbleitertechnik, bei dem durch mechanische Spannungen die Ladungsträgermobilität von Elektronen und Defektelektronen im Kanal (aus Silicium) eines Metall-Isolator-Halbleiter-Feldeffekttransistors beeinflusst wird.

## Aufbau und Funktionsweise
Gestrecktes Silicium besteht aus einer Silicium-Germanium-Schicht (SiGe), auf die eine dünne Silicium-Schicht aufgetragen wird. Durch die höhere Gitterkonstante der SiGe-Schicht gegenüber Silicium, d. h. größere Abstände zwischen den einzelnen Atomen, wird an der Kontaktstelle der SiGe- und der Si-Schichten das Kristallgitter des Silicium etwas auseinandergezogen, so dass auch die Abstände zwischen den Si-Atomen größer werden.
Der größere Atomabstand reduziert die Wechselwirkung zwischen den Atomen, wodurch die Ladungsträgerbeweglichkeit und somit die elektrische Leitfähigkeit für Elektronen erhöht wird. Das wiederum führt zu einem bis zu 70 % schnelleren Transit der Elektronen durch die Silicium-Schicht und erlaubt so eine bis zu 35 % höhere Schaltgeschwindigkeit eines daraus aufgebauten Transistors. Dies wiederum bietet die Möglichkeit, einen damit konstruierten Prozessor schneller zu takten.
Eingesetzt wird dies unter anderem von Intel und AMD/Globalfoundries in ihren aktuellen (2009) Prozessoren.